# Notioscopus
Genre
Notioscopus est un genre d'araignées aranéomorphes de la famille des Linyphiidae.

## Distribution
Les espèces de ce genre se rencontrent en zone paléarctique et en Afrique du Sud.

## Liste des espèces
Selon World Spider Catalog (version 19.0, 21/05/2018) :
- Notioscopus australis Simon, 1894
- Notioscopus sarcinatus (O. Pickard-Cambridge, 1873)
- Notioscopus sibiricus Tanasevitch, 2007

## Publication originale
- Simon, 1884 : Les arachnides de France. Paris, vol. 5, p. 180-885 (texte intégral).